# 三維球面

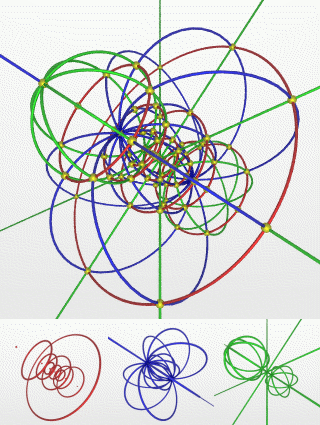
超球面（hypersphere）的平行線（parallels）（紅色）、 子午線（meridians）（藍色）以及超子午線（hypermeridians）（綠色）的立體投影法（Stereographic projection）。
因為立體投影法的共形特性，這些曲線彼此在交點上彼此正交（圖中黃色點），如同在四維空間中一樣。所有曲線都是圓；交會在<0,0,0,1>的曲線具有無限大的半徑（亦即：直線）。

數學中，三維球面（英文常寫作3-sphere）是球面在高維空間中的類比客體。它由四維歐幾里得空間中與一固定中心點等距離的所有點所組成。尋常的球面（或者說二維球面）是一個二維表面，而三維球面是一個具有三個維度的幾何客體，這樣的幾何客體都可以歸類為三維流形（3-manifold）。
三維球面也稱作超球面（hypersphere），雖然這個辭彙可以更廣義地代表任何n維球面，而n ≥ 3。

## 定義
以座標表示，三維球面具有中心（C0, C1, C2, C3）及半徑r 乃在R4符合條件
{\displaystyle \sum _{i=0}^{3}(x_{i}-C_{i})^{2}=(x_{0}-C_{0})^{2}+(x_{1}-C_{1})^{2}+(x_{2}-C_{2})^{2}+(x_{3}-C_{3})^{2}=r^{2}\,}
的所有點的集合：
（x0, x1, x2, x3）。 
三維球面球心在原點，而半徑是1的稱為單位三維球面(unit 3-sphere)，常寫作S3：
{\displaystyle S^{3}=\left\{(x_{0},x_{1},x_{2},x_{3})\in \mathbb {R} ^{4}:x_{0}^{2}+x_{1}^{2}+x_{2}^{2}+x_{3}^{2}=1\right\}}。
方便性上，常將R4另外以複數C2或四元數(quaternions)H等價表示。單位三維球面則可寫為
{\displaystyle S^{3}=\left\{(z_{1},z_{2})\in \mathbb {C} ^{2}:|z_{1}|^{2}+|z_{2}|^{2}=1\right\}}
或
{\displaystyle S^{3}=\left\{q\in \mathbb {H} :|q|=1\right\}}。
最後一個表示法常是最有用的。其將三維球面描述為所有單位四元數（絕對值為1的四元數）的集合。正如同所有單位複數的集合在複數幾何是重要的，所有單位四元數的集合在四元數幾何中也是重要的。

## 外部連結
- （英文）埃里克·韦斯坦因. . MathWorld.

注意：此篇文章使用了n維空間的球面，稱作n維球面（n-sphere）。